# Expedition 26
Expedition 26 è stato il 26° equipaggio della Stazione spaziale internazionale (ISS).

## Equipaggio
| Ruolo               | Novembre 2010                           | Dicembre 2010 – Marzo 2011               |
| ------------------- | --------------------------------------- | ---------------------------------------- |
| Comandante          | Scott Kelly, NASA Terzo volo            | Scott Kelly, NASA Terzo volo             |
| Ingegnere di volo 1 | Aleksandr Kaleri, Roscosmos Quinto volo | Aleksandr Kaleri, Roscosmos Quinto volo  |
| Ingegnere di volo 2 | Oleg Skripočka, Roscosmos Primo volo    | Oleg Skripočka, Roscosmos Primo volo     |
| Ingegnere di volo 3 |                                         | Dmitrij Kondrat'ev, Roscosmos Primo volo |
| Ingegnere di volo 4 |                                         | Catherine Coleman, NASA Terzo volo       |
| Ingegnere di volo 5 |                                         | Paolo Nespoli, ESA Secondo volo          |

FonteNASA